# Авалон (Джорджія)
Авалон (англ. Avalon) — місто (англ. town) в США, в окрузі Стівенс штату Джорджія. Населення — 233 особи (2020).

## Географія
Авалон розташований за координатами 34°29′50″ пн. ш. 83°11′54″ зх. д. / 34.49722° пн. ш. 83.19833° зх. д. (34.497141, -83.198203).  За даними Бюро перепису населення США в 2010 році місто мало площу 4,58 км², з яких 4,57 км² — суходіл та 0,00 км² — водойми.

## Демографія
Згідно з переписом 2010 року, у місті мешкало 213 осіб у 85 домогосподарствах у складі 58 родин. Густота населення становила 47 осіб/км².  Було 116 помешкань (25/км²).
Расовий склад населення:
| - 84,0 % — білих - 10,3 % — чорних або афроамериканців - 2,3 % — вихідців з тихоокеанських островів - 0,5 % — корінних американців |

До двох чи більше рас належало 2,8 %. Частка іспаномовних становила 0,9 % від усіх жителів.
За віковим діапазоном населення розподілялося таким чином: 22,1 % — особи молодші 18 років, 58,7 % — особи у віці 18—64 років, 19,2 % — особи у віці 65 років та старші. Медіана віку мешканця становила 41,3 року. На 100 осіб жіночої статі у місті припадало 93,6 чоловіків;  на 100 жінок у віці від 18 років та старших — 88,6 чоловіків також старших 18 років.
Середній дохід на одне домашнє господарство  становив 61 988 доларів США (медіана — 37 708), а середній дохід на одну сім'ю — 64 878 доларів (медіана — 47 500). За межею бідності перебувало 16,5 % осіб, у тому числі 6,7 % дітей у віці до 18 років та 22,9 % осіб у віці 65 років та старших.
Цивільне працевлаштоване населення становило 123 особи. Основні галузі зайнятості: виробництво — 41,5 %, мистецтво, розваги та відпочинок — 11,4 %, оптова торгівля — 8,1 %, роздрібна торгівля — 8,1 %.